# Пёкк, Фридрих фон
Барон Фридрих фон Пёкк (нем. Friedrich von Pöck; 19 августа 1825, Соботиште комитат Нитра Австрийская империя (ныне Трнавский край Словакия) — 25 сентября 1884, Фельдхоф , Австро-Венгрия) — австро-венгерский флотоводец, адмирал, командующий Императорского и Королевского Военно-морского Флота Австро-Венгрии в 1871—1883 годах.

## Биография
Сын австрийского армейского офицера. В 1843 году окончил военно-морскую академию в Венеции. Служил на кораблях средиземноморской эскадры. В 1856 — лейтенант.
Отличился во время первого австрийского кругосветного плавания в 1857—1859 на борту парового фрегата SMS Novara, после чего ему стал покровительствовать капитан фрегата, будущий адмирал и министр Бернхард фон Вюллерсторф.

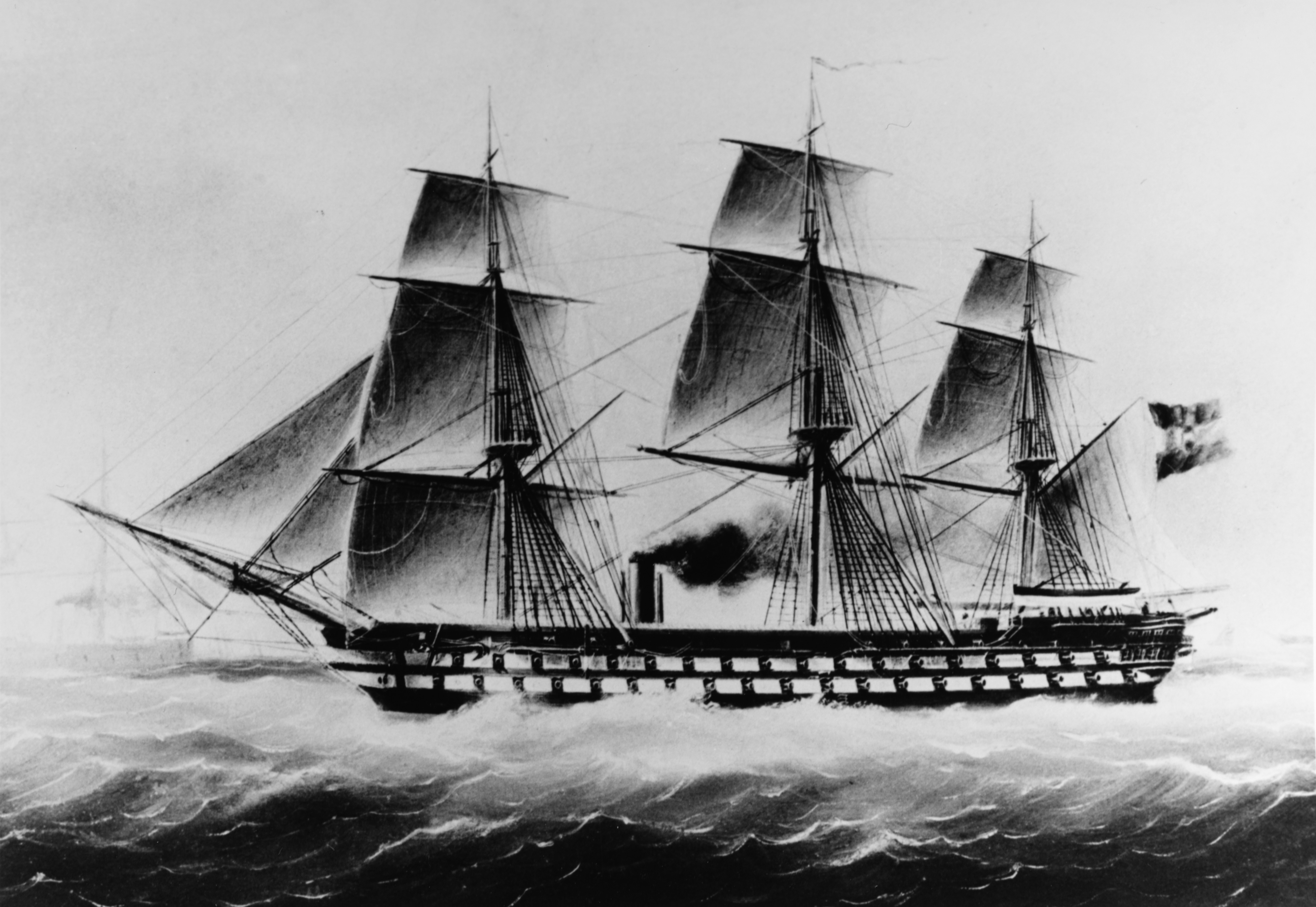
Парусный линейный корабльм SMS Kaiser

В 1864 г. во время Австро-прусско-датской войны командовал парусным линейным кораблём SMS Kaiser в Северном море.
Во время Австро-прусско-итальянской войны служил адъютантом эрцгерцога Альбрехта, герцога Тешенского, командующего Южной армией и нового главы австрийского флота. 22 апреля 1866 (15 июня 1866?) получил чин контр-адмирала.
В 1866-1868 г. служил в качестве заместителя морского министра и инспектора флота.
После смерти в 1871 году Вильгельма фон Тегетгоффа, известного победителя в битве при Лиссе, заменил его на посту командующего австрийским флотом и морского министра в чине вице-адмирала (26 апреля/27 апреля? 1871).
В отличие от своего предшественника, Пёкк не смог использовать свой авторитет для обеспечения финансирования из-за часто враждебного австро-венгерского парламента, столкнулся с хроническими материальными проблемами, что привело к более чем десятилетнему застою австро-венгерского флота. Тем не менее, он инициировал применение на флоте торпед и начал разрабатывать тактику их использования.
С 18 сентября 1882 года — адмирал.
После нервного срыва, 1 декабря 1883 ушёл в отставку с поста командующего австрийским флотом и был заменен Максимилианом Даублебски фон Штернеком.
Умер десять месяцев спустя 25 сентября 1884 года в Фельдхофе близ Граца.